# 波苏丰杜
波苏丰杜是巴西米纳斯吉拉斯州的一个市镇。总面积474.228平方公里，总人口15350人，人口密度32.4人/平方公里。